# Parafia Jezusa Miłosiernego w Postawach
Parafia Jezusa Miłosiernego w Postawach (biał. Парафія Езуса Міласэрнага y Паставах) – parafia rzymskokatolicka w Postawach. Należy do dekanatu postawskiego diecezji witebskiej. Parafia powstała w 2014 r. jako druga w mieście. Została wydzielona z parafii Niepokalanego Poczęcia Najświętszej Maryi Panny i św. Antoniego z Padwy w Postawach.

## Historia
Parafia została zarejestrowana 17 grudnia 2014 r. Ksiądz biskup Oleg Butkiewicz powierzył zadanie jej organizacji i budowy świątyni księdzu Andrzejowi Bulczakowi. W piętnastą rocznicę kanonizacji św. Faustyny, 30 kwietnia 2015 r., w czasie pielgrzymki parafialnej do Krakowa, parafia otrzymała relikwie świętej. Zostaną umieszczone w nowym kościele w kaplicy adoracji Najświętszego Sakramentu.
W dniu 23 kwietnia 2016 r. biskup Oleg Butkiewicz pobłogosławił krzyż wzniesiony na placu, gdzie miał być budowany kościół.
W niedzielę 24 kwietnia 2016 r. o godz. 15.00 odprawiono pierwszą Mszę Świętą dla parafii, która odbyła się w kościele św. Antoniego.
W uroczystość Najświętszego Serca Pana Jezusa (3 czerwca 2016 r.) w Kościele na Białorusi obchodzono dzień przeproszenia za zniewagę świątyń, osób duchownych, za grzechy wiernych i wszelkie zło narodu białoruskiego w czasie wojującego ateizmu oraz obecnie. W tym dniu parafia otrzymała dokumenty na ziemię pod budowę kościoła przy ul. Kosmonautów. W grudniu 2017 r. zakończyła się ekspertyza projektu kościoła. Od grudnia 2017 r. nabożeństwa odbywają się w tymczasowej kaplicy na miejscu budowy. 
W 2022 r. proboszczowi ks. Bulczakowi postawiono zarzut działalności ekstremistycznej. Powodem było wideo zamieszczone na początku marca na kanale YouTube, którego gospodarzem był kapłan wraz z młodzieżą z parafii. W filmie opowiadano się przeciwko wojnie rosyjsko-ukraińskiej. 29 marca 2022 r. ksiądz Bulczak wyjechał do Polski.

## Zasięg parafii
Do parafii należą wierni z miejscowości: Postawy (część), Juńki, Łohowińce, Androny, Czeszuny, Ciepłe, Kuropole, Lipniki, Mińskie, Miasteczko, Sawicze, Gogowo i Kolejowce.
Proboszcz obsługuje również parafię w Hruzdowie i odprawia niedzielne nabożeństwa w Bałajach.